# Llum verd

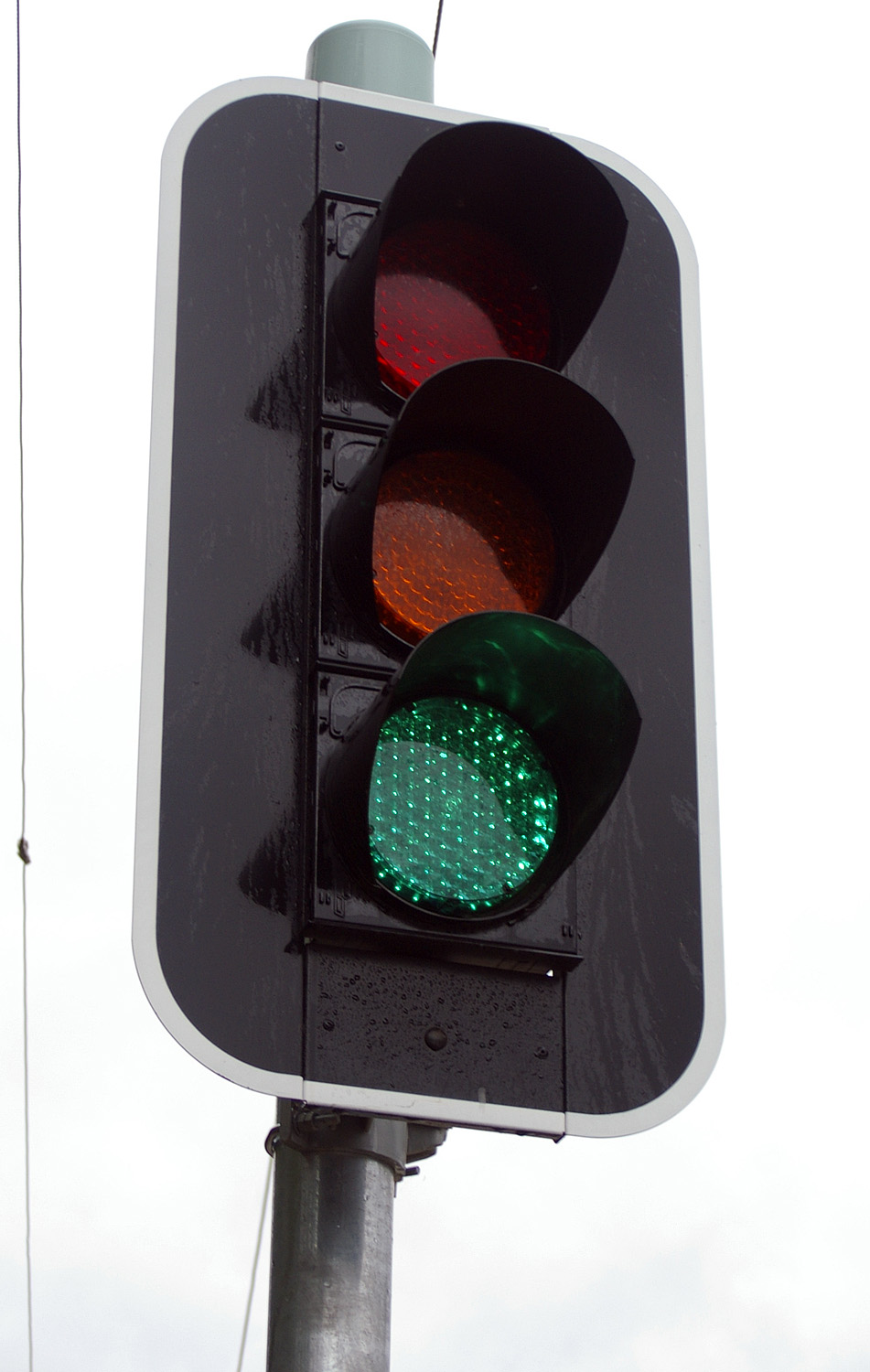
Llums de trànsit mostren llum verd per indicar "anar endavant".

Llum verd (en anglès, green-light) significa donar permís per avançar amb un projecte. El terme és una referència al senyal de trànsit verd, indicant "seguir endavant".

## Indústria del cinema
En el context de la indústria del cinema i la televisió, donar llum verd a alguna cosa és aprovar formalment el seu finançament de producció i comprometre’s amb aquest finançament, cosa que permet que el projecte avanci de la fase de desenvolupament a la pre-producció i fotografia principal. El poder de donar llum verd a un projecte es reserva generalment a aquells que tenen una funció de projecte o de gestió financera dins d’una organització. El procés de dur un projecte del to verd a llum verd va constituir la base d'una televisió de realitat amb èxit titulat Projecte Greenlight.
Als Major Film Studios dels Estats Units i a les petites productores, la llum verd és exercida generalment pels comitès dels executius d’alt nivell dels estudis. Tanmateix, el president, el president o el cap executiu de l'estudi sol ser la persona que fa la decisió final. Per als pressupostos cinematogràfics més grans que impliquen diversos centenars de milions de dòlars nord-americans, el conseller delegat o el conseller delegat d’operacions del conglomerat principal de l'estudi pot tenir l’autoritat de llum verd final.

## Cultura popular
La pel·lícula Shot Caller (2017) retrata l'ús del terme en un altre context. A la cultura de les presons i de les colles, "donar llum verd" a algú és donar un "èxit" a la seva vida.